# 大日經疏
《大日經疏》全名為《大毗盧遮那成佛經疏》，為《大日經》的注釋書，由唐代的一行禪師根據善無畏的解說並參考多部經典著成。其內容主要為音聲、意義、分類、功用及修持方式的解釋和論述。有《大日經本疏》、《大日經大疏》、《大日經無畏疏》等別名。
本書將古印度佛教和中國文化融會貫通，唐代密教的理論體系便建立在此書上。